# Puertollano (kommun)
Puertollano är en kommun i Spanien.   Den ligger i provinsen Provincia de Ciudad Real och regionen Kastilien-La Mancha, i den centrala delen av landet, 200 km söder om huvudstaden Madrid. Antalet invånare är 51 997. Arean är 227 kvadratkilometer. Puertollano gränsar till Aldea del Rey och Almodóvar del Campo. 
Terrängen i Puertollano är lite kuperad.